# Lac Columna
Le lac Columna est un lac d'Argentine. Il est situé dans le département de Lago Buenos Aires de la province de Santa Cruz, en Patagonie.

## Géographie
Le lac est allongé d'ouest en est ; sa surface se trouve à une altitude de 558 mètres. Il couvre une superficie de plus ou moins 4 km2. Il est alimenté principalement par le río Ghio qui prend naissance sur le versant occidental du mont Zeballos (haut de 2 743 mètres), et conflue du côté nord-ouest. Son débit est estimé à 0,8 m3/s.
Son émissaire, qui prend naissance à son extrémité orientale, est le río Columna, lui-même tributaire du lac Ghio,